# Artur Weber
Artur Weber (* 1904; † 1985) war ein deutscher Offizier, zuletzt Generalmajor der Bundeswehr.

## Leben
Weber trat 1921 in das 15. Infanterie-Regiment der Reichswehr ein. Zunächst als Unteroffizier verwendet, wurde er 1929 zum Leutnant und später zum Oberleutnant befördert. Er war in den Funktionen Zugführer, Hörsaalleiter, Nachrichtenoffizier und Kompaniechef tätig.
1936 wurde er Regimentsadjutant im Infanterie-Regiment 111 der Wehrmacht. Im Dienstgrad eines Hauptmanns absolvierte er von 1937 bis 1939 die Generalstabsausbildung. Mit Ausbruch des Zweiten Weltkrieges wurde er in die 263. Infanterie-Division versetzt. 1940 folgte eine Verwendung in der 216. Infanterie-Division und von 1940 bis 1942 in der Planungsabteilung des Chefs des Transportwesens im Oberkommando des Heeres. Mittlerweile zum Oberstleutnant befördert und eingesetzt in der 97. Jäger-Division bzw. 297. Infanterie-Division, geriet er 1943 in Stalingrad in sowjetische Kriegsgefangenschaft.
1950 wurde er entlassen und trat 1956 als Oberst in die Bundeswehr ein. Von 1956 bis 1960 war er Kommandeur der Schule der Bundeswehr für Innere Führung in Koblenz. 1959 erfolgte die Beförderung zum Brigadegeneral. Von 1960 bis 1961 war er stellvertretender Kommandeur der 4. Panzergrenadierdivision und von 1961 bis 1962 Kommandeur der 12. Panzerdivision. Zuletzt war er General der Kampftruppen und Inspizient der Infanterie. Mit Ablauf des 31. Dezember 1964 wurde er in den Ruhestand versetzt.

## Schriften (Auswahl)
- 10 Briefe von Generalmajor a. D. Artur Weber an Generalleutnant a. D. Graf von Baudissin. um 1970, 32 S.